# Ōkawa, Fukuoka
Ōkawa (大川市 Ōkawa-shi) là một thành phố thuộc tỉnh Fukuoka, Nhật Bản. Thành phố được thành lập ngày 01 tháng 4 năm 1954. Đến ngày 01 tháng 10 năm 2007, dân số thành phố là 38.374 trên diện tích 33,61 km², mật độ 1.140 người/km². Tên gọi của thành phố này mang ý nghĩa là sông lớn.

## Địa lý
Ōkawa nằm ở phía nam tỉnh Fukuoka gần với tỉnh Saga. Sông Chikugo chảy qua thành phố từ đông bắc đến tây nam, đây là vùng tương đối bằng phẳng.

## Thành phố kết nghĩa
- Pordenone, Ý